# Bibliothek Iwans des Schrecklichen

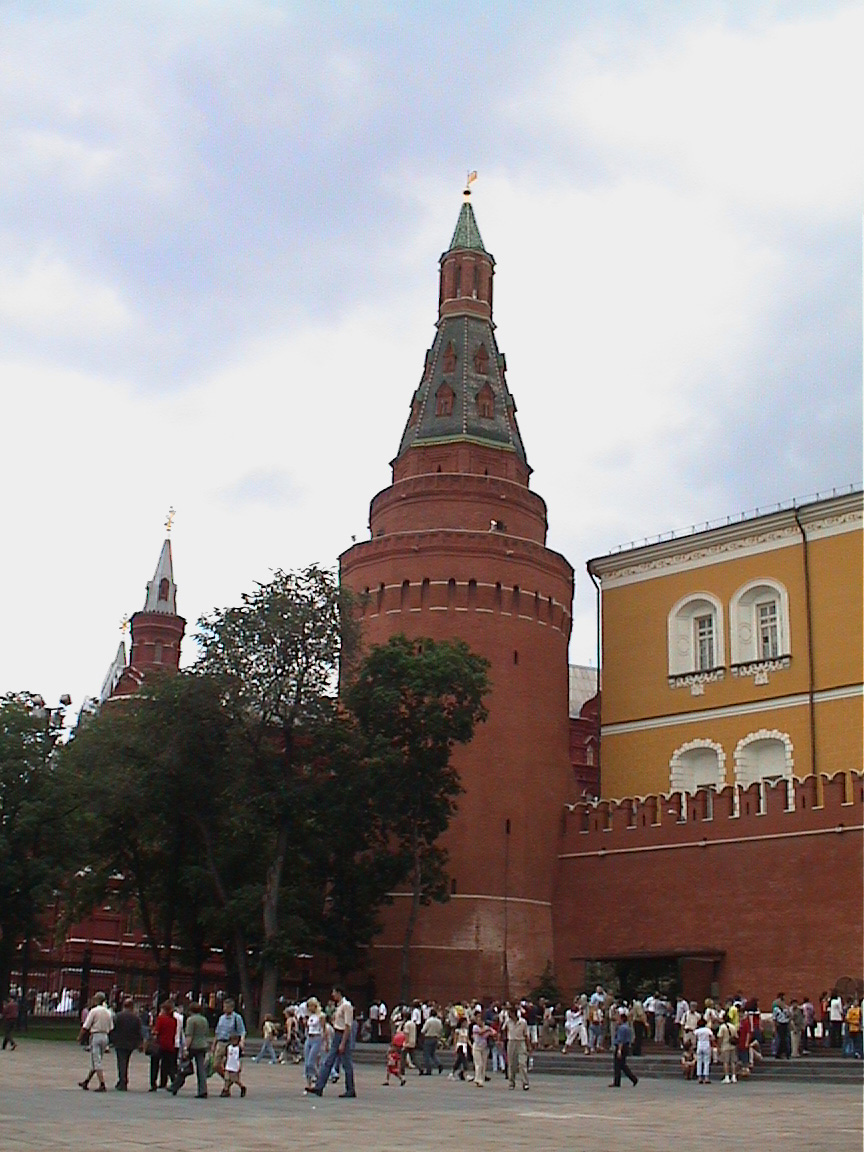
Arsenal-Eckturm des Kreml

Die Bibliothek Iwans des Schrecklichen ist der populäre Name einer verschollenen wertvollen Bibliothek aus dem Besitz des Zaren Iwan IV. (Iwan der Schreckliche). Es wird überwiegend angenommen, dass sie nicht mehr existiert und von einigen Historikern wird bezweifelt, dass sie je existiert hat, sie ist aber noch heute Gegenstand von Spekulationen bei Schatzsuchern in Russland.

## Hinweise auf die Bibliothek
Der Moskauer Großfürst Wassili III. bat den Patriarchen in Konstantinopel, ihm Übersetzer und Gelehrte zu schicken, um das kulturelle und religiöse Leben zu erneuern, woraufhin unter anderem der humanistisch gebildete Maxim der Grieche (Michail Trivolis) 1518 nach Moskau kam. In einer Biographie von Maxim, die von E. Denissoff in den 1940er Jahren Andrei Michailowitsch Kurbski zugeschrieben wurde, wird eine Begegnung des Großfürsten mit Maxim geschildert, in dem er Maxim eine umfangreiche griechische Bibliothek zeigt. Maxim war beeindruckt und meinte, selbst in Griechenland keine so umfangreiche hochwertige Bibliothek gesehen zu haben. Das ist die früheste erhaltene Nachricht über diese Bibliothek, die nächste stammt aus der Livländischen Chronik des Bürgermeisters von Riga Franz Nyenstädt (auch Nyenstede). Darin wird geschildert, wie Iwan IV. den deutschen protestantischen Geistlichen Johannes Wetterman und zwei andere Geistliche in den Kreml holte und ihnen ausgewählte griechische Bücher und Manuskripte aus einer Geheimkammer im Kreml präsentierte. Wetterman bestätigte deren außerordentlich hohen Wert und Iwan IV. lud ihn ein, einige der Bücher zu übersetzen, was Wetterman aber ausschlug, da er fürchtete, dann Russland nicht mehr verlassen zu können. Danach verschwanden die Bücher wieder in den Kellern des Kreml und es gab keine weiteren Nachrichten über sie. In den 1820er Jahren fand der Rechtshistoriker Christoph Christian von Dabelow aus Dorpat in den Stadtarchiven von Pernau ein Verzeichnis von alten Manuskripten im Besitz des Zaren (so der Titel), kopierte einen Teil davon und gab diesen dem Historiker aus Dorpat Walter Friedrich von Clossius (das Original fand sich danach nicht mehr). Einige der Titel konnte Dabelow aber nicht lesen und er vergaß den Autor zu notieren (ein protestantischer Geistlicher, allerdings nicht Wetterman). Danach waren in der Bibliothek ungefähr 800 Bücher und Handschriften, teilweise vom Zaren gekauft, teilweise erhielt er sie aus Byzanz. Darunter waren zum Beispiel die Kaiserviten des Sueton (mit heute verlorenen Teilen), verlorene Bücher aus der Römischen Geschichte von Livius, Tacitus, Sallust, Cicero, eine Kopie des Codex Iustinianus, die Aeneis von Vergil, verlorene Komödien von Aristophanes oder verschollene Werke des Historikers Polybios. Der unbekannte Autor gab an, der Zar wolle, dass er einige Bücher übersetzte, was er aber nicht konnte. Clossius veröffentlichte darüber 1834 und war der Meinung, die Bibliothek wäre im 17. Jahrhundert bei der polnischen Invasion verbrannt. Die Ansicht, dass es zwar früher Bestände lateinischer und griechischer antiker Manuskripte in Moskau gab, diese aber im Lauf des 17. Jahrhunderts verloren gingen, war unter Gelehrten im 19. Jahrhundert allgemein verbreitet.

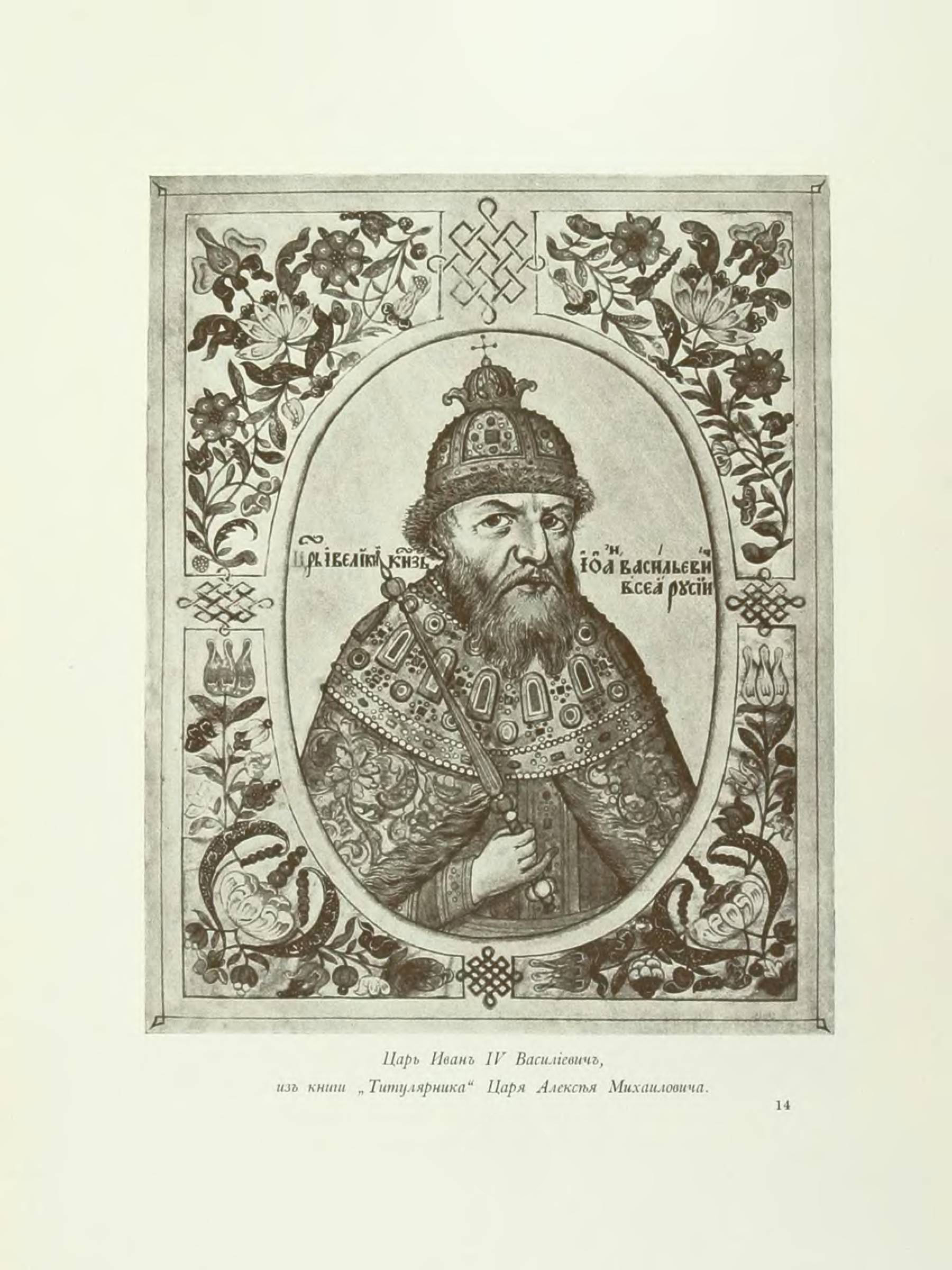
Iwan der Schreckliche

## Neuer Anstoß Ende des 19. Jahrhunderts
Die Vermutung, es könnten noch Reste der Bibliothek erhalten geblieben sein, entstand in den 1890er Jahren, nachdem der Klassische Philologe Eduard Thraemer in Straßburg auf ein Manuskript der Homerischen Hymnen in Leiden gestoßen war, das dorthin aus Moskau von einem Professor Matthae verkauft worden war, der noch weitere Teile besessen hatte. Thraemer vermutete, dass sie Teil einer Bibliothek waren, die die aus Byzanz stammende Ehefrau des Großfürsten Iwan III. und Nichte des letzten byzantinische Kaisers Sofia Palaiologa aus Byzanz anlässlich ihrer Heirat 1472 nach Moskau brachte. Thraemer kam 1891 nach Moskau und suchte dort mehrere Monate in den Bibliotheken erfolglos nach Hinweisen. Schließlich schlug er Ausgrabungen in den Kellern des Kreml vor. Der Anstoß von Thraemer wurde in Moskau als Sensation empfunden, wurde von russischen Historikern aufgegriffen und führte zu einer intensiven Debatte. Es wurde eine Kommission gebildet, der unter anderem der führende Historiker des alten Moskau Iwan Jegorowitsch Sabelin (1820–1909) und Fürst Nikolai Sergejewitsch Schtscherbatow angehörten und die unter dem Kreml nach unterirdischen Kammern suchte. Man fand zwar unterirdische Gangsysteme, aber keine Geheimkammern. Sabelin veröffentlichte über das Thema 1893 und fand einen Bericht eines städtischen Beamten namens Konon Ossipow von 1724. Dieser hatte wiederum einen Bericht eines V. Makariev von 1682 gefunden, der durch Fenster von einem Geheimgang unter dem Kreml einen Raum voller Truhen gesehen haben wollte. Als er darüber Sofia Alexejewna berichtete, verbot sie weitere Nachforschungen. Ossipow selbst suchte ebenfalls nach den Räumen, konnte aber nichts finden. Zabelin hielt es für möglich, dass sich in den Truhen auch die Bibliothek befunden haben könnte und alte Archive. Das wurde von A. I. Sobolewski unterstützt, während der russische Archivexperte Sergei Alexejewitsch Belokurow (1862–1918) die Existenz einer solchen Bibliothek bestritt. In den Archiven existierten nach Belokurow keinerlei Dokumente, die auf eine solche Bibliothek hinwiesen. Seine Untersuchungen fasste er 1898 in einem Buch zusammen (Über die Bibliothek der Muskovitischen Prinzen im 16. Jahrhundert (Russisch)). Insbesondere unterzog er auch die Berichte darüber in der Biographie über Maxim den Griechen einer kritischen Untersuchung und kam zu dem Schluss, dass sie nicht authentisch waren. Auch den Bericht von Nyenstadt in seiner Livländischen Chronik über Wetterman hielt er für ein Missverständnis des Autors. Nach Belokurow war es wahrscheinlicher, dass Wetterman für den Außenminister Dokumente übersetzen sollte. Die Liste Dabelows hielt er für eine Fälschung, wenn er auch nicht sicher war, ob Dabelow sie selbst gefälscht habe oder nur darauf reinfiel. Belokurow fand auch einen Brief von Pietro Arcudio, einem italienischen Humanisten, der von Kardinal San Giorgio 1600 nach Moskau geschickt worden war, um Gerüchten über antike Manuskripte nachzugehen, die er aber nicht finden konnte.

## 20. Jahrhundert
Nach Belokurows Untersuchungen war man in der ersten Hälfte des 20. Jahrhunderts allgemein in Moskau der Meinung, die Bibliothek existiere nicht, sei im 17. Jahrhundert vernichtet worden oder sei eine Legende. Eine Ausnahme bildete der Archäologe Ignati Jakowlewitsch Stellezki (1878–1949), der seit 1912 (damals konnte er nur insgeheim und ohne Genehmigung einen kurzen Blick hineinwerfen) im Tunnelsystem im Untergrund des Kreml nach der Bibliothek suchte, insbesondere unter dem Arsenal-Eckturm. Dabei ging er Hinweisen auf das unterirdische Gangsystem aus den Nachforschungen von Schtscherbatow Ende des 19. Jahrhunderts nach. In den 1930er Jahren war er archäologischer Berater beim Bau der Moskauer U-Bahn, wobei es auch zu einem Tunneleinsturz am Arsenaleckturm kam. Stellezki konnte auch bald darauf (November 1933) größere archäologischen Erkundungen mit Genehmigung der Kreml-Verwaltung (unter dem berüchtigten Kreml-Kommandanten Rudolf Peterson) ausführen. Stalin selbst war an der Suche interessiert und es wurde auch zum Beispiel beim Bau der Militärakademie (auf zwei ehemaligen Klöstern) nach unterirdischen Anlagen gesucht. Die Suche unter dem Kreml war aber wegen der Einsturzgefahr der Tunnel gefährlich und nach einem Wassereinbruch wurde sie unterbrochen. Mit dem Beginn des Stalinistischen Terrors (Ermordung von Sergei Mironowitsch Kirow Dezember 1934), denen auch Peterson zum Opfer fiel, wurden die Arbeiten Ende 1934 ganz gestoppt. Die von ihm untersuchten unterirdischen Gänge waren meist seitlich mit weißen Bruchsteinen ausgekleidet und folgten teilweise trockengelegten unterirdischen Flussläufen. Stellezki überlebte die Zeit des Großen Terrors und den Zweiten Weltkrieg, ein Moskauer Journalist konnte später sein Tagebuch auffinden.
Der Historiker und Mitglied der Akademie der Wissenschaften Michail Nikolajewitsch Tichomirow (1893–1965) veröffentlichte in den 1960er Jahren einen populärwissenschaftlichen Aufsatz, in dem er die Existenz der Bibliothek für möglich hielt, insbesondere da viele Griechen im Gefolge von Sofia Palaiologa nach Moskau gekommen waren. Auch A. Zimin brachte Argumente für die Existenz der Bibliothek. So hielt er die zwischenzeitlich erfolgte Zuschreibung der Biographie von Maxim an Kurbski von Denissoff und den Briefwechsel zwischen Kurbski und Iwan dem Schrecklichen, die zeigten, dass beide sich in antiker und byzantinischer Literatur auskannten, für Argumente dafür. Auch die Glaubwürdigkeit der Chronik von Nyenstädt stufte er höher ein als Belokurow.
Nach dem Ende der Sowjetunion gab es ein lebhaftes Interesse an der Erforschung des Moskauer Untergrundes auch durch viele Hobbyforscher, wobei die Legende der Bibliothek Iwans eine Motivation bildet. Sie wurde aber auch in anderen Residenzen Iwans vermutet (wie Wologda, Alexandrow, Kolomenskoje).